# آلت‌پرستی

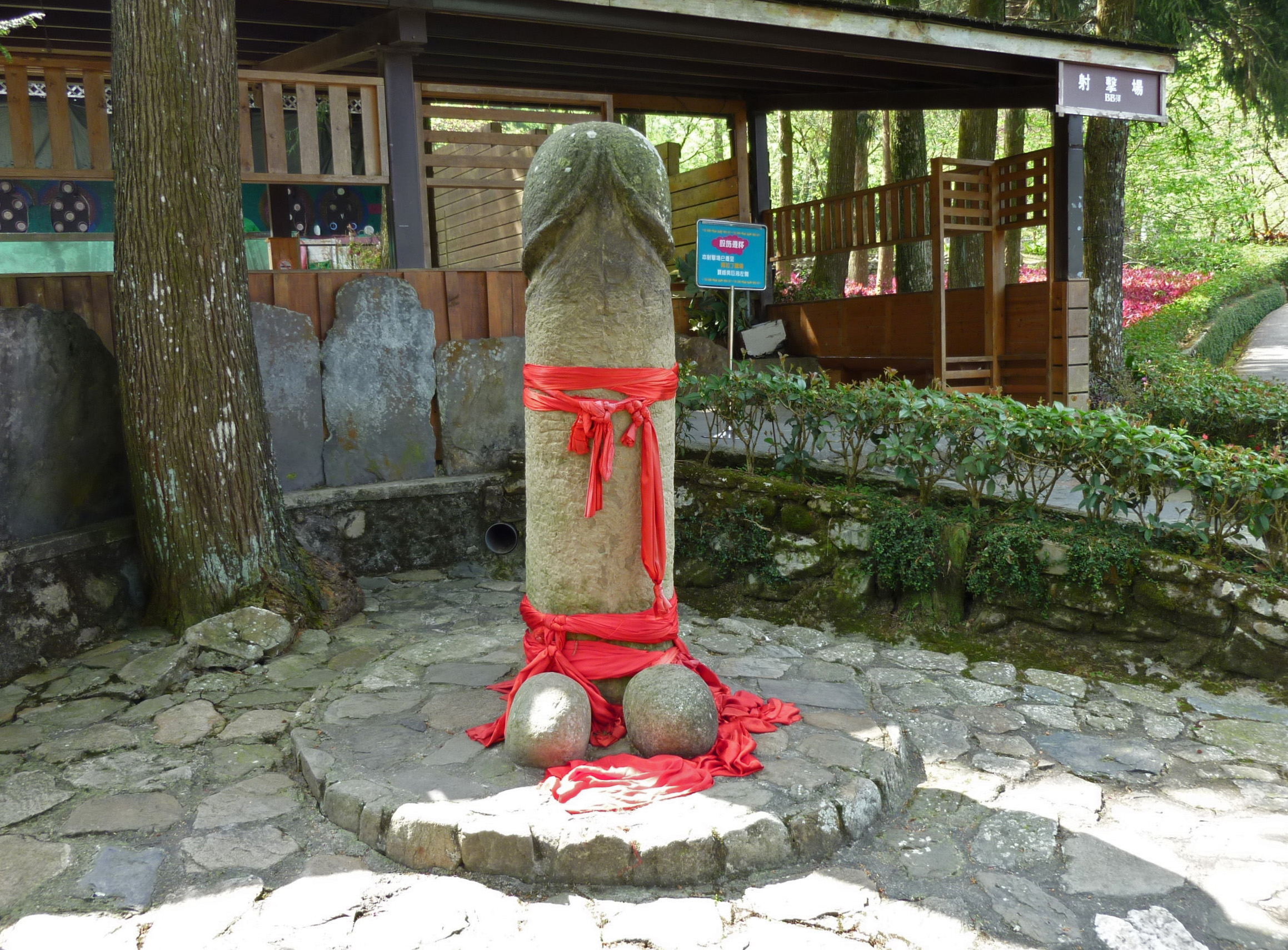
تندیسی از یک نراندامه در روستایی از بومیان تایوان

فرقه فالیک یا فالیسیسم (به انگلیسی: phallicism, or Phallism) یا آلت‌پرستی پرستش خدایان مربوط به باروری (از جمله کشاورزی) از طریق نمادهایی که آلت تناسلی مرد  را در حالت ایستاده نشان می‌دهند یا گاهی در ترکیب با یک نماد عضو جنسی زن است. نمادهای فالیک، نماد قدرت خلق‌کننده، معمولاً در معابد، گاهی در کنار جاده‌ها و میدان‌ها قرار می‌گرفتند. فرقه‌های فالیک در فرهنگ‌های سنتی رایج هستند. به تعریف دیگر، فالیسیسم پرستش اصل زایندگی و باروری است که نماد آن اندام‌های جنسی یا عمل آمیزش جنسی است.
نَراَندامه یا فَـلـِس (به انگلیسی: Phallus، /ˈfæl. əs/) به نراندامه، نَرّه، نَرّگی هم گفته شده‌است.
نمادهای نراندامه‌ای phallic اغلب نمایشگر باروری و آن دسته از مفاهیم فرهنگی است که با آلت جنسی مرد و اوج لذت جنسی مرد ارتباط دارند. در بررسی‌های هنری و اسطوره‌ای و هم‌چنین در روان‌شناسی، به آلت تناسلی مرد، به‌ویژه در حالت نعوظ، یا هر شیء یا تصویری که بازنمایانگر اندام تناسلی نرینه باشد.
در برخی فرهنگ‌های باستانی دیدگاهی مبتنی بر این باور وجود داشت که آلت مردانه یک هستی‌بخش مقدس و منبع قدرت یا نماد باروری است؛ به آن، دیدگاه نراندامه‌مدار phallocentric گفته می‌شود. آلت نمایی در هنر در فرهنگ‌های مصر باستان، یونان باستان، روم، اندونزی، سرخ‌پوستان آمریکا، بالکان، و دیگر فرهنگ‌ها دیده می‌شود. در بوتان ترسیم آلت در هنر امری رایج است.

## تعریف
آلت‌پرستی، اصطلاحی انسان‌شناختی است و به نوعی طبیعت‌پرستی گفته می‌شود که در آن آلت پرستش می‌شود. در میان مردمان بدوی، به ویژه در شرق،  همچنین در میان مردمان فنیقی‌ها و یونانیان رایج بوده است.

## در روان‌شناسی
در نظریهٔ روانکاوی فروید، به مرحله‌ای از تحول روانی-جنسی، تقریباً در سن سه سالگی که در آن زیست‌مایه بر ناحیهٔ تناسلی متمرکز است و وارسی و دستکاری بدن منبع اساسی لذت است، مرحلهٔ نراندامه‌ای گفته می‌شود. در این مرحله، کودک، احساسات رمانتیک نسبت به والدین از جنس مخالف پیدا می‌کند.
همچنین در روان‌شناسی الگویی شخصیتی تعریف می‌شود که شخصیت نراندامه‌ای یا شخصیت خودشیفتهٔ نراندامه‌ای نام گرفته‌است. بنا بر این نظریه، وجه مشخصه فردی که منش نراندامه‌ای دارد، رفتار خودستایانه و خودشیفته، لاف‌زنی، اعتمادبه‌نفس افراطی، تکبر، رفتار جنسی اجباری و در برخی موارد بدن‌نمایی یا پرخاشگری است.